# طارق الكعبي
طارق الكعبي (مواليد 1 أغسطس 1992) هو لاعب كرة قدم سعودي يلعب في نادي الوشم.
كانت بداياته مع نادي الرائد و لعب بعدها مع نادي الحزم ونادي الجبلين ونادي الخلود ونادي الوشم.

## وصلات خارجية
- طارق الكعبي على موقع Soccerway.com (الإنجليزية)
- طارق الكعبي على موقع كووورة